# Blovstrød
Blovstrød – miasto w Danii, w regionie Stołecznym, w gminie Allerød.